# مغزرة أنيقة
مغزرة أنيقة (الاسم العلمي:Polygala elegans) هي نوع نباتي يتبع جنس المغزرة من فصيلة المغزرية.